# Paulias Matane
Grande Chefe Sir Paulias Matane Nguna GCL, GCMG, OBE, KStJ (21 de setembro de 1931 — 12 de dezembro de 2021), foi um funcionário de carreira, foi governador-geral de Papua-Nova Guiné de 13 de outubro de 2004 até 13 de dezembro de 2010.
Ele foi eleito pelo parlamento em 27 de maio de 2004, recebendo 50 votos, enquanto seu adversário, Sir Pato Kakeraya, recebeu 46 votos. As tentativas de eleger um governador-geral tinham falhado repetidamente durante um período de seis meses antes da eleição de Paulias Matane por causa de falhas constitucionais no processo de nomeação. Após a eleição de Matane, Kakaraya interpôs uma petição ao Supremo Tribunal de Papua-Nova Guiné visando invalidar a eleição. Matane foi empossado em 13 de outubro de 2004, embora ainda esteja pendente ação judicial contra sua eleição. Ele foi oficialmente investido como governador-geral pela Rainha Elizabeth II em 13 de outubro de 2004.